# هوا دافي
هوا دافي هي فرقة موسيقية من بلدة مجدل شمس، الجولان المحتل. أسلوب الفرقة الموسيقي يتميز بالمزج بين أنماط الموسيقى الشرقية والغربية كالجاز والروك والموسيقى الكلاسيكية والموسيقى الغجرية والريغي مما يعكس الخلفيات الموسيقية المتنوعة لأعضاء الفرقة.
تعود فكرة الفرقة إلى بشر أبو صالح الذي بعد عودته من الولايات المتحدة إلى الجولان اتفق مع صديق طفولته جاد بريك العمل على مشروع موسيقي يقوم جاد بكتابة الكلمات وبشر بالتلحين. تأسست الفرقة عام 2011 وبعد عدة سنوات من العمل أصدرت ألبومها الأول بعنوان قصتنا عام 2015. وقد اختار موقع beehype المتخصص بالموسيقى أغنية إنت مين من هذا الألبوم كإحدى أفضل الأغاني لعام 2015 من الشرق الأوسط وشمال أفريقيا.

## أعضاء الفرقة
- بشر أبو صالح (كيبورد وغيتار)
- حنين أيوب (غناء)
- باسل مفرج (درمز)
- علاء الشاعر (غيتار)
- باسم الصفدي (غيتار)
- ياسمين أيوب (باص وغناء)
- محمد طربية (عود وغناء)
- عمرو مداح (ساكسفون)

## الألبومات
- قصتنا (2015): كتب جاد بريك كلمات أغلب الأغاني مع مشاركة بشر أبو صالح وشادي أبو جبل في كتابة بعض الأغاني وكان التلحين لأعضاء الفرقة.[6]